# Lučane (Serbia)
Lučane (cyr. Лучане) – wieś w Serbii, w okręgu pczyńskim, w gminie Bujanovac. W 2002 roku liczyła 1091 mieszkańców.